# Smaldunört
Smaldunört (Epilobium davuricum) är en dunörtsväxtart som beskrevs av Fisch. och Jens Wilken Hornemann. Enligt Catalogue of Life ingår Smaldunört i släktet dunörter och familjen dunörtsväxter, men enligt Dyntaxa är tillhörigheten istället släktet dunörter och familjen dunörtsväxter. Arten är reproducerande i Sverige. Inga underarter finns listade i Catalogue of Life.